# Korg Nautilus
De Korg Nautilus is een music workstation die door Korg vanaf 2021 wordt gemaakt. De Nautilus werd in november 2020 aangekondigd en begin 2021 in productie genomen.

## Eigenschappen
De Nautilus is de opvolger van de Kronos-serie, in licht afgeslankte vorm, en bevat net als de Kronos negen verschillende klankbronnen, een ingebouwde sequencer, een digitale audiorecorder, effecten, een kleuren-aanraakscherm, en een klavier dat beschikbaar is in 61, 73, of 88 toetsen. De uitvoering met 88 toetsen heeft een volledig gewogen klavier.
Veranderingen ten opzichte van de Kronos zijn het iets kleinere scherm met een diameter van 17,8 cm (800×480 pixels), het ontbreken van de Korg KARMA-architectuur, en de afwezigheid van aftertouch. Korg kwam later in 2023 met de Nautilus AT, een uitvoering met 61 en 88 toetsen en waarbij aftertouch is toegevoegd. Ook werd een dienst aangeboden waarbij een standaard Nautilus kan worden aangepast naar een Nautilus AT met aftertouch.
Net zoals voorganger Kronos is de Nautilus een aangepaste softwaresynthesizer, werkzaam op een Intel Atom-processor met een Linux-gebaseerd besturingssysteem. Op de ingebouwde SSD van 60 GB kunnen 2560 programs, 1792 combi's en 264 drumkits worden opgeslagen. De energieconsumptie is 40 watt en het gewicht is, afhankelijk van de uitvoering, 13 (61 toetsen), 14,6 (73 toetsen) of 23,1 (88 toetsen) kilogram.

## Klankbronnen
De Nautilus beschikt over negen klankbronnen, dit zijn:
- HD-1, sample-gebaseerde klanksynthese
- SGX-2, gebruikt gesamplede pianoklanken
- EP-1, modellering voor elektrische piano's
- CX-3, modellering voor elektromechanische orgels
- AL-1, gebaseerd op subtractieve synthese
- MS-20EX, bootst een uitgebreide versie van de oorspronkelijke Korg MS-20 uit 1978 na
- PolysixEX, bootst de Korg Polysix analoge synthesizer uit 1982 na
- MOD-7, bron voor FM-synthese en kan klanken van de Yamaha DX7 importeren
- STR-1, physical modelling klanksynthese voor het nabootsen van snaar- en tokkelinstrumenten